# Georg Marischka
Georg Marischka (ur. 29 czerwca 1922 w Wiedniu, zm. 9 sierpnia 1999 w Monachium) – austriacki aktor filmowy i telewizyjny, reżyser.

## Kariera
George Marischka był synem aktora, piosenkarza, reżysera i scenarzysty, Huberta Marischki (1882-1959) i jego drugiej żony, kostiumolog Lilian „Lilly“ Karczag - córki impresario Wilhelma Karczagi (1857-1923). Jego przyrodni brat Franz Marischka (1918-2009) i stryj Ernst Marischka, również byli aktorami filmowymi.
Marischka pracę w branży filmowej rozpoczął w 1942 roku jako asystent reżysera Williego Forsta w filmie Wiedeńska krew
W 1949 roku pracował wraz z Gustavem Ucicky nad sztuką pt. Der Seelenbräu. W 1951 roku zaliczył debiut reżyserski w filmie Der Fidele Bauer. Wczesnym punktem w karierze Marischki była współpraca z Otto Wilhelmem Fischerem, z którym nakręcił filmy pt. Hanussen, Peter Voß - der Held des Tages i Mit Himbeergeist geht alles besse.
W latach 60. jego kariera stała w martwym punkcie. Wtedy nadeszła fala na kręcenie filmów na adaptacji książek niemieckiego powieściopisarza Karola Maya. Marischka, który uważał Maya za wzora, pracował przy kręceniu tych filmów, ale otrzymał przy nich pracę reżysera. Po zakończeniu współpracy z Arturem Braunerem, wyreżyserował w 1965 roku wraz z bratem Franzem film pt. Testament Inków. 
W 1972 roku zaliczył debiut aktorski w filmie pt. Fremde Stadt. Grał zazwyczaj rolę twardych przedsiębiorców, wysoko obstawionych policjantów, pracowników wymiaru sprawiedliwości. W latach 90. grał w znanych niemieckich serialach telewizyjnych: Doktor z alpejskiej wioski, gdzie wcielił się w rolę pazernego mieszkańca wioski Xavera Zirngiebela oraz w filmie pt. Forsthaus Falkenau, gdzie grał postać najpierw Georga, potem Franza Walzingera. Grał epizodyczne role w serialach: Ein Schloß am Wörthersee i SOKO 5113 oraz w filmach m.in. Eine blaßblaue Frauenschrift (1984), gdzie zagrał nieuczciwego urzędnika z Ministerstwa Edukacji Schmmerera.

## Życie prywatne
George Marischka był żonaty z aktorką Ingeborg Schöner, z którą miał dwie córki. Zmarł 9 sierpnia 1999 roku w Monachium w wieku 77 lat. Został pochowany na Cmentarzu Północnym w Monachium.

## Filmografia (wybór)

### Aktor
- 1972: Fremde Stadt jako Trimborn
- 1972: Słomiany ogień jako Schmollinger
- 1974: La dernière carte jako Kessner
- 1974: Akta Odessy jako prawnik
- 1974: Das blaue Palais: Der Verräter jako Weigand
- 1974: Härte 10 jako Burns
- 1975: Les grands détectives jako minister
- 1975: Paul Gauguin jako Gustave Arosa
- 1976: Lieb Vaterland magst ruhig sein jako Fanzelau
- 1976: 21 godzin w Monachium jako Genscher
- 1978: Chłopcy z Brazylii jako Gunther
- 1979–1980: Tatort jako Paul Kronhoff
- 1981: Mein Freund, der Scheich jako Kern
- 1981: Ferry oder Wie es war jako Gross
- 1981: Wie der Mond über Feuer und Blut jako Karol VI Habsburg
- 1982: An uns glaubt Gott nicht mehr jako Gross
- 1983: Monaco Franze jako Hans Boettner-Salm
- 1983: Am Ufer der Dämmerung jako Baumann
- 1984: Annas Mutter jako reporter
- 1984: Die Story jako redaktor naczelny gazety
- 1984: Eine blaßblaue Frauenschrift jako Schmmerer
- 1985: Via Mala jako dr Gutknecht
- 1985: Das Wunder jako kapłan
- 1986: Schloßherren jako lekarz
- 1986: Rette mich, wer kann
- 1986: Kir Royal jako premier
- 1988: Der Vorhang fällt
- 1988: Ein naheliegender Mord jako Schillinger
- 1988: Zwariowane świry: Powrót z przyszłości jako dr Kneitz
- 1988: Ein Denkmal wird erschossen jako Broska
- 1989: Reporter jako Sasse
- 1989: Die schnelle Gerdi jako Wiedeńczyk
- 1989: Różany ogród jako Brinkmann
- 1989–2002: Forsthaus Falkenau jako Georg Walzinger / Franz Walzinger
- 1991: Krzyk kamienia jako Werbeagent
- 1991–1992:: Der Fahnder
- 1992: Schtonk! jako von Klantz
- 1992–1997: Doktor z alpejskiej wioski jako Xaver Zirngiebel
- 1992: Tücken des Alltags
- 1993: Mein Freund, der Lipizzaner jako Giesemann
- 1993: Der Fall Lucona jako sędzia
- 1993: Grüß Gott, Genosse jako Ludwig Kattner
- 1996: Willi und die Windzors jako arcybiskup
- 2000: Der Elefant in meinem Bett
- 2000: Die Verbrechen des Professor Capellari jako konsul Zwirner

### Reżyser
- 1951: Der fidele Bauer
- 1953: Einmal keine Sorgen haben
- 1955: Hanussen (wraz z Otto Wilhelmem Fischerem)
- 1958: Die Sklavenkarawane
- 1959: Peter Voss – der Held des Tages
- 1960: Mit Himbeergeist geht alles besser
- 1961: Nie zawsze musi być kawior
- 1961: Diesmal muß es Kaviar sein
- 1962: Streichquartett
- 1962: Axel Munthe – Der Arzt von San Michele
- 1963: Das tödliche Patent
- 1966: Testament Inków
- 1967: Hulla di Bulla
- 1971: Gestrickte Spuren
- 1972: Plonk
- 1975: Zwei Finger einer Hand
- 1979: Tatort

### Scenarzysta
- 1951: Die Sünderin (reż. Willi Forst)
- 1953: Einmal keine Sorgen haben
- 1958: Die Sklavenkarawane
- 1959: Ein Sommer, den man nie vergißt (reż. Werner Jacobs)
- 1964: Pod ostrzałem (reż. Robert Siodmak)
- 1965: Skarb Azteków (reż. Robert Siodmak)
- 1965: Piramida Boga Słońca (reż. Robert Siodmak)
- 1966: Testament Inków
- 1972: Plonk